# Monachinae
Sous-famille
Les Monachinae sont une sous-famille de Phocidae. Ces phoques comprennent les phoques moines, qui sont inféodés aux mers tropicales et subtropicales, les phoques antarctiques, comme le Phoque de Weddell (Leptonychotes weddelli), le Phoque crabier (Lobodon carcinophaga), le Léopard de mer (Hydrurga leptonyx), ou le Phoque de Ross (Ommatophoca rossii), et les phoques à crête, qui se caractérisent par un organe érectile formant une sorte de trompe ou de crête, sur la tête des mâles. Les éléphants de mer du sud (Mirounga leonina), les plus grands et les plus puissants, en sont les spécimens les plus typiques.

## Liste des genres et espèces
Selon Paleobiology Database (7 novembre 2014) :
- genre Afrophoca
- genre Callophoca
- genre Hydrurga
- genre Leptonychotes
- Lobodontini
- Miroungini
- Monachini
- genre Noriphoca
- genre Ommatophoca
- genre Pontophoca
- genre Pristiphoca